# La Clusaz
La Clusaz je obec ve francouzském departementu Horní Savojsko, v níž žije 1 783 obyvatel. Nachází se na úpatí pohoří Aravis, které je předhůřím Alp, asi 30 km východně od Annecy, s nímž ji spojuje silnice D 16. Má oficiální statut commune touristique.
Vesnice je poprvé připomínána v roce 1344 jako majetek opatství v Talloires pod latinským názvem Clusa Locus Dei (průlom na Božím místě). Ve frankoprovensálštině se nazývá La Klyuza a její obyvatelé Chaves. Původně bylo hlavní aktivitou obyvatel pastevectví, což připomíná beraní hlava ve znaku obce. Na počátku 20. století se La Clusaz stalo centrem vysokohorské turistiky: nachází se zde 86 sjezdovek, z toho sedm černých, 86 kilometrů běžkařských tratí a veřejné kluziště, v okolí se provozuje také alpinismus, paragliding a vyjížďky na koních. Oblíbeným cílem výletů je nedaleké horské jezero Lac des Confins. Obec pravidelně hostí závody Světového poháru v běhu na lyžích, také se zde několikrát jela Tour de France.
Místními specialitami jsou sýr reblochon a bylinkový likér liqueur des Aravis.
Dominantou obce je katolický farní kostel Sainte-Foy z roku 1821.

## Rodáci
- Guy Périllat, sjezdař
- Régine Cavagnoudová, sjezdařka
- Vincent Vittoz, běžkař
- Michel Thevenet, architekt

## Partnerská města
- Pama (Burkina Faso)
- Feldberg (Německo)
- Carnac (Francie)
- Nœux-les-Mines (Francie)